# Maltego
Maltego — программное обеспечение , используемое для разведки и криминалистики с открытым исходным кодом, разработанное компанией Paterva  из Претории, Южная Африка. Maltego фокусируется на предоставлении зависимостей и обнаружении данных из открытых источников и визуализации этой информации в графическом формате, подходящем для ручного анализа связей, а также датамайна. С 2019 года команда Maltego Technologies со штаб-квартирой в Мюнхене, Германия, взяла на себя ответственность за все глобальные операции с клиентами. 
Maltego позволяет создавать пользовательские графики, что позволяет представлять любой дополнительный тип информации в дополнение к основным имеющимся типам объектов. Основное внимание в приложении уделяется анализу реальных отношений (социальные сети, OSINT API, самостоятельных узлы частных данных и компьютерных сетей ) между людьми, группами, веб-страницами, доменами, сетями, интернет-инфраструктурой и принадлежностью социальных сетей. Maltego расширяет охват данных за счёт интеграции с различными партнёрами.  Среди его источников данных — записи DNS, записи whois, поисковые системы, службы социальных сетей, различные API и метаданные . 

## О продуктах
Maltego предлагает платное клиентское ПО для настольных компьютеров с возможностью самостоятельного размещения серверов.  Maltego CaseFile  — это бесплатное коммерческое клиентское программное обеспечение для настольных ПК, функции которого ограничены ручным созданием графиков в автономном режиме.
Бесплатную учётную запись Community Edition можно создать на отдельной странице регистрации учетной записи Maltego CE .  Настольный клиент после установки может быть активирован для любого типа Maltego: XL, Classic, CE и CaseFile. 
Maltego обычно используется компаниями, исследователями безопасности и частного детектива.  

## Внешние ссылки
- maltego.com — официальный сайт Maltego
- Maltego Introduction and Personal Recon
- Visualizing DomainTools Data with Maltego